# Ishizaka Teruko
Ishizaka Teruko, genannt Terry (japanisch 石坂 照子; * 28. September 1926 in Yamagata, Japan; † 4. Juni 2019 in Yamagata, Japan), war eine japanische Immunologin. Sie entdeckte 1966 mit ihrem Ehemann Ishizaka Kimishige die Immunglobulin-E-Antikörper, die besondere Bedeutung in der Allergie haben.
Ishizaka erwarb 1949 ihren M.D.-Abschluss als Medizinerin an der Frauenmedizinhochschule Tokio. 1955 wurde sie an der Universität Tokio promoviert. 1951 bis 1957 forschte sie in der Abteilung Serologie des nationalen Gesundheitsforschungszentrums in Japan. 1957 bis 1959 war sie am Caltech und 1959 an der Johns Hopkins University. 1962 bis 1970 war sie am Asthma Research Institute und Hospital der University of Colorado Medical School in Denver und ab 1970 Associate Professor und später Professor an der Johns Hopkins University (zuerst für Mikrobiologie und später für Medizin und Immunologie).
Sie forschte über Allergien und unmittelbare Hypersentivität.
1973 erhielt sie mit ihrem Mann den Gairdner Foundation International Award und 1972 den Passano Award. Zu Ehren des Ehepaares Ishizaka wurde 1995 der Tag der Allergie eingeführt, um ihrer Forschungsleistungen zu gedenken und um über Allergien aufzuklären.